# Cryptotis peruviensis
Cryptotis peruviensis là một loài động vật có vú trong họ Chuột chù, bộ Soricomorpha. Loài này được Vivar, Pacheco & Valqui miêu tả năm 1997.